# Avnø Fjord
Avnø Fjord (tidligere Agnö) er en lavvandet fjord, der fra Karrebæksminde Bugt i Smålandsfarvandet, går cirka 15 km mod sydøst mellem halvøerne Svinø og Knudshoved Odde, cirka 8 km nordvest for Vordingborg på sydvestsjælland. Ved nordkysten af fjorden ligger halvøen Avnø, hvor der tidligere var militær flyveskole, men nu ligger et naturcenter  og herregården Avnøgård.
Fjorden er en yndet rasteplads for ænder og vadefugle, og er tilholdssted for sæler; Den er del af Natura 2000-område 169 Havet og kysten mellem Karrebæk Fjord og Knudshoved Odde, og er både habitatområde og fuglebeskyttelsesområde

Avnø Fjord blev i september 2024 vurderet til, sammen med Sakskøbing Fjord, at være de eneste danske fjorde i god økologisk tilstand.

## Eksterne kilder og henvisninger
1. ↑  skovognatur.dk
2. ↑  vandognatur.dk – Natura 2000 område nr. 169 (Webside ikke længere tilgængelig)
3. ↑  Henning Mørk Jørgensen. "Alle danske fjorde har det skidt – undtagen én". dn.dk/nyheder. Danmarks Naturfredningsforening. Arkiveret fra originalen 18. september 2024. Hentet 18. september 2024.

55°4′N 11°45′Ø / 55.067°N 11.750°Ø